# Giuseppe Comino
Giuseppe Comino (né vers 1690, à Cittadella – 1756 à Padoue) est un typographe italien.

## Biographie
Giuseppe Comino naquit à Cittadella, château dans le Padouan. Les frères Giovanni Antonio et Gaetano Volpi lui confièrent la direction de l'imprimerie qu'ils établirent à Padoue en 1717, et d'où il est sorti un grand nombre d'ouvrages recherchés des amateurs pour leur élégance et leur correction. Il mourut à Padoue en 1756. 
Angelo Comino, son fils, employé depuis son enfance à la bibliothèque de l'Académie des Ricovrati de Padoue, racheta des héritiers Volpi le fonds de l'imprimerie, et publia jusqu'en 1781 plusieurs réimpressions d'auteurs classiques, en conservant sur le frontispice le nom de son père. Il mourut, en 1814, à l'âge de 80 ans. Le catalogue des ouvrages sortis de cette imprimerie célèbre a été publié sous ce titre : Annali della tipografia Volpi-Cominiana, Padoue, 1809, in-8°, volume auquel on doit joindre un Appendice, 1817, in-8° de 33 p.